# Капитолийский храм
Капитолийский хра́м, также называемый Капито́лием (лат. Aedes Iovis Optimi Maximi Capitolini, aedes Capitolina), был древнейшим храмом на одноимённом холме Капитолий.
В нём почиталась Капитолийская триада (Юпитер, Минерва и Юнона). По преданию, строительство храма началось при Тарквинии Приске, на месте святилища сабин. Храм был освящён в 509 году до н. э. и сохранился до VI века, однако не в первозданном виде — во время гражданских войн  80-х годов до н. э. храм сгорел и в начале 60-х годов до н. э. был отстроен заново под руководством Квинта Лутация Катула, получившего за это прозвище «Капитолийского». Рядом с Капитолийским храмом стоял Храм Юпитера Хранителя.
Капитолийский храм был разделён на 3 целлы (придела), средняя посвящалась Юпитеру, где стояла его статуя. Юпитер, сидящий на троне из золота и слоновой кости, был одет в тунику, украшенную пальмовыми веточками (tunica palmata), и пурпурную тогу, вышитую золотом (toga picta, palmata). Целла справа была посвящена Минерве, а слева — Юноне, у каждого божества имелся свой алтарь. Крышу украшала терракотовая (позднее бронзовая) скульптура — Юпитер на квадриге.
Капитолийский храм являлся религиозным центром республиканского и имперского Рима, имел также большое значение в укреплении римского государства. В нём собирался сенат, приносили жертвы магистраты, там располагался архив. Храм являлся для римлян символом власти, силы и бессмертия Рима.

## Другие капитолийские храмы
По мере римской экспансии капитолийские храмы (храмы, посвящённые Капитолийской триаде) появились во многих других римских городах: в Остии, в Кумах, в Брешиа, в Вероне и т. д.

## Интересные факты
В 84 году до н. э. римский диктатор Сулла, имевший обыкновение увозить в Рим всё, что ему приглянется, снял с колонн храма Зевса Олимпийского несколько резных капителей и употребил их для строительства этого храма.